# 콜 스프라우스
콜 미첼 스프라우스(영어: Cole Mitchell Sprouse, 1992년 8월 8일 ~ )은 미국의 배우이다. 2005년부터 2008년까지 방영된 드라마 《잭과 코디, 우리집은 호텔 스위트 룸》에서 코디 마틴 역, 2017년부터 방영중인 드라마 《리버데일》에서 잘생긴 저그헤드 존스 역으로 잘 알려져 있다.

## 출연 작품
- 파이브 피트 - 윌 역